# Ocho disciplinas para la resolución de problemas
Las Ocho disciplinas para la resolución de problemas (en inglés Eight Disciplines Problem Solving) es un método usado para hacer frente y resolver problemas usado frecuentemente por ingenieros de calidad y otros profesionales. También se conoce de forma más abreviada como 8D, Resolución de problemas 8-D, G8D o Global 8D.

## Las ocho disciplinas
D1: Formación de un equipo de expertos que cubran todas las funciones.
D2: Definición íntegra del problema.
D3: Implementar y verificar una acción de contención provisional.
D4: Verificar la causa raíz
D5: Determinar y verificar acciones correctivas permanentes (en inglés Permanent Corrective Actions, PCAs). Así como definición de acciones preventivas para evitar que un problema similar surja de nuevo.
D6: Implementar y verificar las acciones correctivas permanentes.
D7: Prevenir la re-ocurrencia del problema y/o su causa raíz.
D8: Reconocer los esfuerzos del equipo.

## Historia
El Gobierno de los Estados Unidos fue el primero en estandarizar el método 8D durante la Segunda Guerra Mundial, haciendo referencia a él como Military Standard 1520: Corrective action and disposition system for nonconforming material (al español, Estándar Militar 1520: Acción correctiva y sistema de disposición para material no conforme)
Más tarde se hizo popular gracias a la empresa automovilística norteamericana Ford en los años 60 y 70. Desde entonces el método 8D se ha convertido en un estándar en la industria del automóvil, del ensamble y en otras industrias que necesitan de un método estructurado para la resolución de problemas.
El método 8D se usa para identificar, corregir y eliminar problemas. Esta metodología es de gran utilidad en la mejora de productos y procesos. Establece una práctica estándar basada en hechos. Se concentra en el origen del problema mediante la determinación de la causa raíz.

## Uso
En el 8D hay típicamente muchas disciplinas involucradas. Las herramientas usadas pueden encontrarse en libros de texto y material de referencia usado por profesionales de garantía de calidad. Por ejemplo, las hojas "Es/No es" son una herramienta común en D2, y el "Diagrama de espinas" o el "Análisis de los 5 Por qué" son herramientas empleadas comúnmente en D4.
El método 8D se creó originariamente en la empresa norteamericana de automóvil Ford, siendo desarrollado durante varias décadas, incluyendo "TOPS", "Team Oriented Problem Solving" (al español Resolución de problemas con enfoque en equipo). A final de los años 90 Ford creó y aprobó una nueva versión del 8D denominada oficialmente "Global 8D" (G8D) que sirve como estándar actual en Ford y en muchas otras compañías del sector del automóvil. Las áreas de mejora desde entonces son las siguientes:
- Incluir un paso inicial D0 (D-Cero). En D0, el equipo documenta los síntomas que dieron paso a las actividades iniciales junto con actividades de emergencia para la contención del problema ejecutadas antes de comenzar formalmente con el G8D. D0 también incorpora preguntas estándar de evaluación para determinar si es necesario llevar al cabo el G8D completo. De esta forma se dedican los recursos en las actividades para las que son realmente necesarias.

- Incluir una vía de salida en los puntos D4 a D6. La idea es no solo considerar la causa raíz de un problema sino también qué falló en el sistema de control para que ocurriera el problema. El "Global 8D" requiere que el equipo identifique y verifique esta vía de escape (definido como el punto más prematuro tras la causa raíz) donde se podría haber detectado el problema) en D4. Posteriormente a través de D5 y D6 el proceso requiere que el equipo escoja, verifique, implemente y valide acciones correctivas permanentes para solucionar la vía de escape del problema.

Junto con estas mejoras en el proceso, Ford desarrolló un paquete de software basado en la web para facilitar la implementación del proceso, la estandarización de los informes y la creación de una base de datos sobre problemas y soluciones. Hoy en día hay abundantes aplicaciones de software dedicadas a los 8Ds.
Recientemente el uso del método 8D se ha extendido más allá de la industria del automóvil.